# Chemin de fer du Costa Rica
Le chemin de fer du Costa Rica, appelé « train de la jungle », qui connecta le centre du pays avec l'Atlantique, est le troisième chemin de fer interocéanique en Amérique centrale. Il relie les villes du plateau central du pays dont notamment San José, la capitale, Puntarenas et Limón, le port de la mer des Caraïbes. Fonctionnant depuis 1910 sur une longueur de 166 km, après des travaux lancés dès 1871 par l'homme d'affaires et industriel américain Minor Keith, il traverse des forêts tropicales humides et verdoyantes, puis des bananeraies à perte de vue.

## Travaux, parcours et caractéristiques techniques
La géographie et le relief du Costa Rica ont été des obstacles à la construction des voies ferrées. De nombreux ouvrages d’arts ont été nécessaires pour mener à bien ces projets pharaoniques. 
La construction s'est faite ainsi en deux temps, la « ligne du Pacifique » précédant la « ligne de l'Atlantique ».
Les coûts furent estimés initialement à 1,6 million de livres sterling mais finalement les travaux coûtèrent beaucoup plus. Ils commencèrent presque en même temps à Alajuela (août 1871), chef-lieu de la province du même nom situé dans la Vallée centrale, et à Limon (novembre 1870). Du matériel de construction et des locomotives furent transportés en chars à bœufs depuis Puntarenas, ce qui d'emblée alourdit la facture. La première locomotive à vapeur, tirée à l'aide de vingt chars à bœufs, arriva à Alajuela le 9 février 1872 après un voyage de trois mois, et les premiers wagons le 31 mai de la même année.
Le parcours a suivi la côte Atlantique jusqu'au petit port de Matina (en), avant de passer à l'intérieur des terres à la rivière Reventazón. De là, il a bifurqué pour traverser les montagnes du nord, avec une branche allant vers le nord de l'Irazú et l'autre traversant la passe d'Ochomogo. La voie avait un écartement de 1 067 mm.

## Histoire
Le chemin de fer du Costa Rica vise un lien avec Puntarenas, utilisé comme port d'embarquement et de débarquement pour la première fois le 17 mai 1765, 19 ans après la destruction par un tsunami du port de Callao au Pérou en 1746. En 1797 est construite la première douane, le gouverneur Tomás de Acosta le déclare port principal du Costa Rica le 21 septembre 1814 et il est proclamé « port franc » par décret no 2 du 5 mars 1847.

### La première piste en 1844
Au début des années 1840, le président Don Braulio Carrillo a ordonné de construire la « route de l'Atlantique » permettant au Costa Rica d'avoir un accès plus direct aux ports britanniques, afin que les terres de la Vallée centrale à l'ouest de San Jose produisent encore plus de café. 
La « Sociedad Econômica Itinérante » est créée en novembre 1843 par des caféiculteurs nationaux puissants. Leur but ? Améliorer les communications du pays, bâtir entre 1844 et 1846 une nouvelle route jusqu'à Puntarenas, grâce à une taxe spéciale perçue sur le café d'exportation: les mulets furent remplacés par des chars à bœufs qui pouvaient transporter quelque 300 kg de café chacun à l'aller, pour une durée du transport de 5 à 6 jours, et de produits alimentaires importés au retour. Mais au cours de la saison des pluies (mai à novembre) la route disparaissait sous la boue: le rêve d'une route directe à l'océan Atlantique demeurait et les projets se succédèrent, pour la plupart ferroviaires.

### Les premiers rails en 1854
Dès 1826-1827, l'inventeur gallois Richard Trevithick proposa la construction d'une voie ferrée entre Limon, sur la côte caraïbe, et le port de Puntarenas, sur l'autre versant, en passant par San José, ainsi que des embranchements vers des sites miniers,.
Une première et très courte voie ferrée construite dès 1854-1855 entre Puntarenas et Barranca par le consul britannique Richard Farrer, un ingénieur des mines qui s'est reconverti dans l'exploitation du café, avec l'aide de son ami Juan Rafael Mora Porras, président du Costa Rica depuis 1849. Les mules tirent des wagons pleins de café à la vitesse de 2 miles à l'heure mais le trafic est très limité. La voie s'étend sur neuf miles, de Puntarenas jusqu'à la ferme de Richard Farrer, et son coût est évalué à 70 000 ou même 80 000 dollars de l'époque. Appelée « el burrocarril », en raison des mules qui tirent les wagons, elle est concurrencée par des charrettes qui font tout le trajet sans avoir besoin d'être déchargée en cours de route.

### Le rôle des allemands

Chemin de fer du Costa Rica (interactive version)

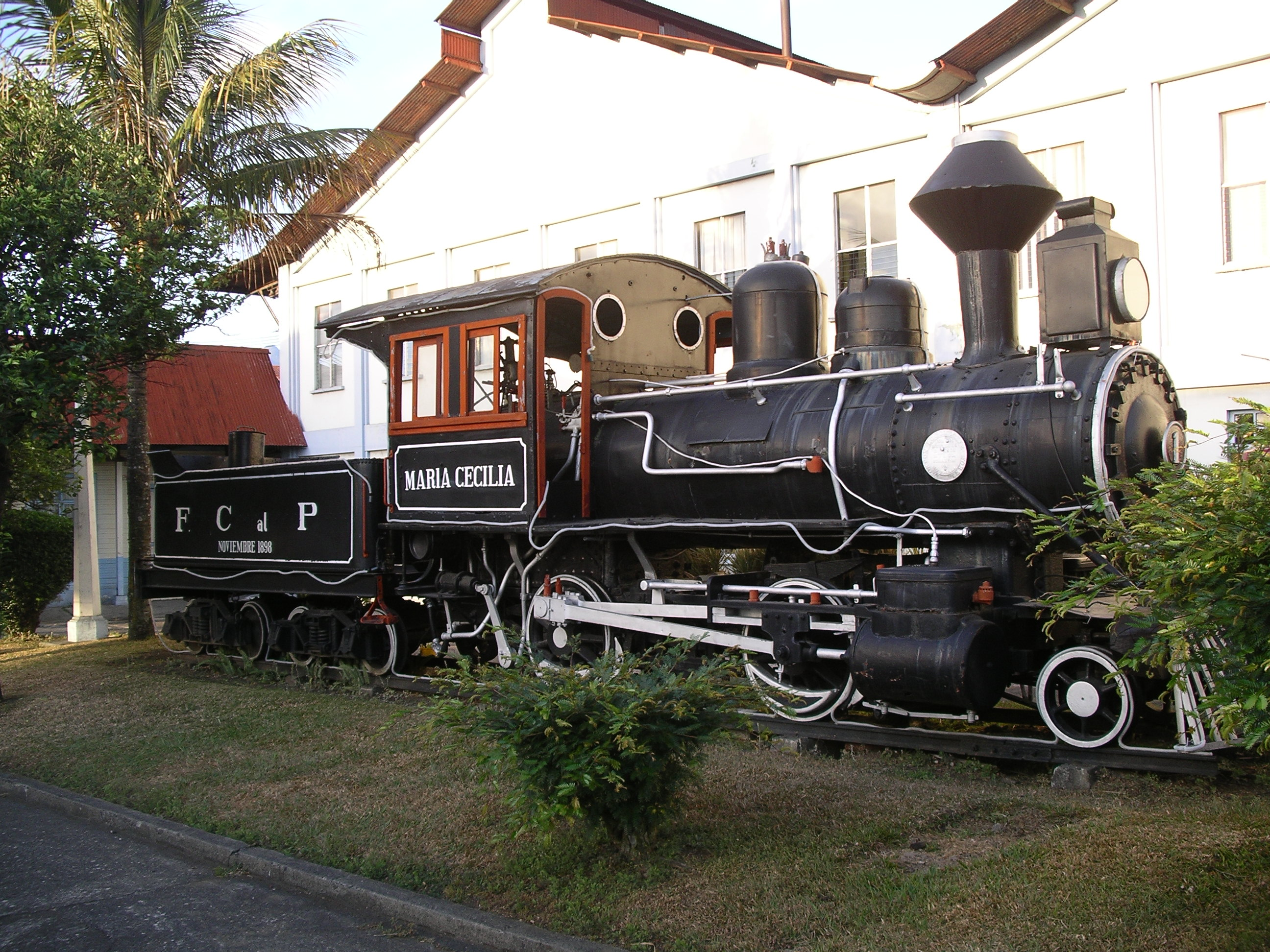
Steam locomotive

La diplomatie allemande a joué un rôle précurseur important dans le projet de construction du chemin de fer du Costa Rica. En 1862, le port allemand de Brème, « tend de plus en plus à devenir l'entrepôt du commerce du Nord avec les pays d'outre-mer ». L'entrepreneur de Brême Edward Delius, est partisan d'une présence navale dans le Darien et de la construction d'un chemin de fer au Costa Rica, afin d'avoir un accès plus sûr, plus direct et meilleur marché au café d'Amérique centrale. 
La Prusse, qui cherche alors à s'unir avec les riches villes allemandes de l'Allemagne du Nord, s'est intéressée à la proposition d'Edward Delius. Après les victoires de 1866 contre l'Autriche, la diplomatie du chancelier prussien Bismarck considère qu'elle a droit à un accès au Pacifique via le Costa Rica. L'ingénieur allemand Franz Kurtze, opérant depuis 1848 dans la recherche sur les volcans du Costa Rica, a travaillé temporairement avec Alexander von Bulow lors de son projet de colonisation agricole, puis comme ingénieur et architecte à Heredia, la troisième plus grande ville du pays. Envoyé du gouvernement costaricien, il signa un contrat avec la John C. Frémont and Co en 1866 pour établir un chemin de fer interocéanique entre Limon et Caldera. Le célèbre explorateur et politicien américain John C. Frémont, général de la guerre de Sécession, obtient ainsi au milieu des années 1860 un contrat du Costa Rica, qui lui demande les 60 millions de francs jugés nécessaires à la construction. La compagnie concessionnaire est établie à New-York. Edward Delius a souhaité offrir à l'entreprise, une main-d'œuvre allemande qualifiée les obligations d'État prussiennes. En compensation à la participation financière prussienne, il a réclamé un emplacement de choix pour une base navale.

### Le rôle des américains
Au même moment, le journaliste, géographe, ethnologue, explorateur, diplomate et archéologue américain Ephraim George Squier est désigné par Washington comme chargé d'affaires des États-Unis en Amérique centrale, avec pour mission de trouver des solutions aux difficultés qui avaient éclaté entre les petites républiques de cette région, les États-Unis et l'Angleterre, au moment où le projet de canal du Nicaragua.
Le projet a été examiné en 1868 par le britannique Edmund Wragge, ingénieur des travaux publics, mais en 1869, le gouvernement signa un nouveau contrat ferroviaire avec Edward Reilly and Co, firme des États-Unis. Ces tentatives initiales échouèrent, faute de détermination plus affirmée de la part de la classe dirigeante costaricaine.

### Les décisions de 1871
Le projet sera repris par le gouvernement du général Tomás Guardia Gutiérrez, président de la république du Costa Rica, de 1870 à 1876, arrivé au pouvoir à la suite d'un coup d'État en avril 1870.
Dans ce but fut signé un contrat avec l'entrepreneur américain Henry Meiggs, qui avait posé des rails au Chili et au Pérou, pour un tracé ferroviaire jusqu'à la mer des Caraïbes. Tomás Guardia Gutiérrez reçut 100 000 livres sterling de la part de Meiggs, qui transféra le contrat à son neveu Henry Meiggs Keith, le frère de ce dernier, l'homme d'affaires et industriel américain Minor Keith,, récupérant l'autre partie de la ligne. 
En 1871, la construction est commencée sur le chemin de fer d'Alajuela à Lim Portoricain, via San José, sur la côte des Caraïbes. 

### Les problèmes de financement
Pour financer les travaux, le Costa Rica conclut deux emprunts en Grande-Bretagne pour 3,4 millions de sterling, dont seul 1,16 million arriva effectivement étant donné l'inexpérience du pays en matière de finances internationales. Le reste fut englouti par les commissions, les intérêts et autres frais. Henry M. Keith arrêta la construction une première fois en novembre 1873, car les fonds s'étaient épuisés malgré les prêts et l'augmentation des entrées fiscales du gouvernement central. Le service de la dette fut suspendu, une première fois, en 1874, et un arrangement définitif ne fut trouvé qu'en 1910.

### Déroulement des travaux
Il aurait été logique de dérouler une seule voie, exclusivement au départ de Limon afin de profiter des rails posés pour acheminer les matériaux de construction, au fur et à mesure de l'avancement des travaux. Mais le général Tomás Guardia Gutiérrez voulait raffermir sa position interne, en montrant l'utilité de ce moyen de transport jusque-là inconnu au Costa Rica, à l'exception de la très courte voie ferrée construite par Richard Farrer en 1854-1855, sur laquelle transitaient quelques wagons.
La partie occidentale, dite « ligne de l’Atlantique », fut principalement construite entre 1877 et 1890 au milieu de la forêt, à travers une topographie fort accidentée, les pluies et les maladies (malaria, fièvre jaune et dysenterie), qui n'ont pas épargné la main d'œuvre immigrée.

### La main d'œuvre immigrée
Keith fit venir 4 000 travailleurs de Jamaïque et de Chine pour la main d’œuvre. 
Le contrat stipulait que ces travailleurs chinois devaient avoir entre 18 et 40 ans, devaient travailler 12 heures par jour pendant 8 ans à l'exception de 3 jours fériés par année et touchaient un salaire annuel de 60 pesos, soit un sixième de ce que les travailleurs agricoles costariciens gagnaient. Ceux qui le désiraient recevaient un quart d'once d'opium en guise d'exutoire, le samedi en fin d'après-midi, contre paiement. 
Les Chinois essayaient de fuir les camps de travail par tous les moyens. Ceux qu'on reprit, furent fouettés, marqués au fer rouge et enchaînés. Ils se révoltèrent en janvier 1874, car on les obligeait à travailler sous la pluie, alors que leur contrat prévoyait le contraire, probablement la première révolte ouvrière du pays, réprimée par l'armée, qui se solda par un mort. Certains chinois furent « cédés » à des caféiculteurs lorsque les travaux subissaient un arrêt temporaire, à un prix établi en fonction de la durée qui leur restait à travailler. Le gouvernement accordait un subside de 30 pesos par Chinois engagé dans la récolte de café.

### Premières liaisons de la grande ligne
Début 1873, le chemin de fer d'Alajuela à San José est complété, puis continué plus tard jusqu'à Cartago Costa. Les matériels et l'équipement sont apportés dans Alajuela de Puntarenas par des chariots tiré par des bœufs. En raison d'un manque de finances et des obstacles naturels, la construction des sections restantes a été retardée puis stoppée. En 1884 un nouveau contrat est signé par le gouvernement avec Keith et en 1888 le réseau passe à la Northern Railway Co.
La « ligne du Pacifique » fut construite entre 1904 et 1910. Dès 1897 le gouvernement costaricain avait réfléchi à une ligne: San José - Puntarenas, et accorde le contrat pour sa réalisation à l'entrepreneur américain de chemin de fer John S. Casement. 
En 1910, le chemin de fer transcontinental de Limon à Puntarenas est devenu opérationnel : il joue un rôle central pour la connexion des régions fertiles diverses du pays, aussi bien que la jonction avec Nicaragua et le Panama.
Vers 1940, les bananeraies situées du côté atlantique du Costa Rica furent transférées sur le versant pacifique.

### Nationalisations dans les années 1970
En 1972, l'État Costaricain prend possession du chemin de fer de l'Atlantique qui était en très mauvais état technique. Le gouvernement était par ailleurs propriétaire du chemin de fer du Pacifique. En 1977 les deux réseaux sont réunis sous le nom de FECOSA (chemins de fer de Costa Rica SA).

### Interruptions des années 1990
En 1991, les voies de la « ligne de l'Atlantique », essentiellement dans la portion Turrialba - Limon - sont très sérieusement endommagées par le tremblement de terre du 22 avril.
En juin 1995, un décret du président José María Figueres arrête la « ligne du Pacifique » en raison de pertes financières que rencontrait l’administration chargée de l’exploitation des lignes. Subsiste le train urbain qui va d’est en ouest à San José.

## Sources
- L'entrée en gare de la modernité au Costa Rica : L'histoire mouvementée du "train de la jungle" (1820-1940), par Rafaël Matos, dans la revue Le Globe. Revue genevoise de géographie, en 1990